# 応勇
応 勇（おう ゆう、1957年11月17日 - ）は、中華人民共和国の官僚、政治家。浙江省仙居県出身。最高人民検察院検察長。浙江省高級人民法院院長、上海市高級人民法院院長、中国共産党上海市委員会副書記、上海市人民政府市長、中国共産党湖北省委員会書記、同省人民代表大会常務委員会主任などを歴任した。

## 経歴
1957年11月、浙江省仙居県で生まれる。
1992年8月、紹興市党委常委、紹興市公安局党委書記、局長に就任。1993年4月、紹興市党委常委、政法委書記、紹興市保密委主任、紹興市総治委主任、紹興市公安局党委書記、局長に就任。
1995年5月、同省杭州市に転任し、浙江省公安庁副庁長、党委委員、浙江省禁毒弁主任、浙江省反恐弁主任を歴任。2003年9月、浙江省委紀委副書記、浙江省監察庁庁長に昇格。在任中の仕事振りは、当時の浙江省党委書記・習近平からも賞賛された。
2007年12月、上海市に移り、上海市高級人民法院党組書記に任命される。2008年1月には上海市高級人民法院院長を兼務する。
2013年4月、上海市党委常委、組織部長に就任。2014年7月、上海市党委副書記、浦東幹部学院第一副院長に任命。2016年9月14日には上海市常務副市長を兼務する。2017年1月20日、上海市第14期人民代表大会第5回会議において上海市人民政府市長に任命された。
2020年2月13日、蔣超良の後任として、中国共産党湖北省委員会書記に任命された。同年3月23日、応勇は上海市市長を退任しました。湖北省第13期人民代表大会第4回会議で6月19日、応勇が同省人民代表大会常務委員会主任に選出された。2022年3月29日、中国共産党湖北省委員会書記を退任。
2023年3月11日、全国人民代表大会で最高人民検察院検察長に選出された。